# Episodi di X-Files (decima stagione)
La decima stagione della serie televisiva X-Files è stata trasmessa negli Stati Uniti per la prima volta dall'emittente Fox dal 24 gennaio al 22 febbraio 2016. Il primo episodio era già stato proiettato in anteprima al MIPCOM di Cannes e al Comic Con di New York rispettivamente il 6 e il 10 ottobre 2015.
La stagione è stata pubblicizzata e distribuita anche come una miniserie dal titolo The X-Files - The Event Series (in lingua italiana X-Files - La miniserie evento).
In Italia è andata in onda in prima visione su Fox, canale a pagamento della piattaforma satellitare Sky, dal 26 gennaio al 23 febbraio 2016, proposta il giorno seguente la messa in onda originale. In chiaro è stata trasmessa dal 1º giugno 2017 su Rai 4.
| nº | Titolo originale                        | Titolo italiano             | Prima TV USA     | Prima TV Italia  |
| -- | --------------------------------------- | --------------------------- | ---------------- | ---------------- |
| 1  | My Struggle                             | La verità è ancora là fuori | 24 gennaio 2016  | 26 gennaio 2016  |
| 2  | Founder's Mutation                      | Evoluzione della specie     | 25 gennaio 2016  | 26 gennaio 2016  |
| 3  | Mulder and Scully Meet the Were-Monster | La lucertola mannara        | 1º febbraio 2016 | 2 febbraio 2016  |
| 4  | Home Again                              | Di nuovo a casa             | 8 febbraio 2016  | 9 febbraio 2016  |
| 5  | Babylon                                 | Babilonia                   | 15 febbraio 2016 | 16 febbraio 2016 |
| 6  | My Struggle II                          | Ossessione                  | 22 febbraio 2016 | 23 febbraio 2016 |

## La verità è ancora là fuori
- Titolo originale: My Struggle
- Diretto da: Chris Carter
- Scritto da: Chris Carter

### Trama
L'episodio si apre con un monologo di Fox Mulder riguardo agli eventi alieni nella storia, e la sua collaborazione con Dana Scully nell'attività di investigazione sugli X-Files. La scena di apertura è ambientata nel 1947, quando un dottore innominato viene scortato da un Man in Black sul luogo di impatto di un'astronave aliena, nel Nord-Ovest del Nuovo Messico. Dopo aver visto il relitto del velivolo, il dottore trova un alieno ferito che cerca di scappare. Nonostante le suppliche del dottore a lasciare in vita la creatura, i soldati accorsi sul luogo sparano e uccidono l'alieno. Quattordici anni dopo la chiusura degli X-Files, Mulder viene contattato da Scully per volere di Walter Skinner, il vice-direttore dell'FBI, il quale vuole che Mulder incontri Ted O'Malley, il presentatore di un noto show in onda su Internet. Mulder e Scully si incontrano a Washington dove vengono accolti da O'Malley in una lussuosa limousine che li porterà in una lontana casa di campagna a Low Moor in Virginia. In questa casa incontrano una ragazza di nome Sveta, la quale afferma di avere frammenti di ricordi di vari rapimenti alieni, in cui esseri non umani prelevavano un feto dal suo addome, e di possedere un DNA alieno che Scully dovrà esaminare. O'Malley porta Mulder in un luogo segreto dove gli mostra un velivolo triangolare costruito sulla base di tecnologia aliena. Durante gli esami medici, Sveta fa varie osservazioni sulla difficile relazione tra Scully e Mulder che mettono Dana a disagio. Quando le analisi del sangue di Sveta vengono ultimate, Scully ordina di rieseguirle. Grazie a ciò che O'Malley gli ha mostrato, Mulder comincia a credere che lui e Scully siano stati ingannati durante tutta la loro carriera dedicata agli X-Files. Mulder incontra il dottore presente durante l'incidente di Roswell, ora anziano. Mulder gli dice di credere che la tecnologia aliena sia stata usata su degli esseri umani per farli assomigliare ad esseri extra-terrestri. Dice anche che esiste una cospirazione che sviluppa e testa tecnologia aliena per preparare un attacco sull'America. L'anziano dottore gli dice che è vicino alla verità. In seguito a queste rivelazioni, Mulder comincia a dubitare della sua convinzione secondo cui gli alieni sono la forza primaria dietro la cospirazione globale contro l'umanità, e che invece ci sia un gruppo di "fascisti ultra-violenti" che, armati di tecnologia aliena, attendono di sovvertire la democrazia, e assumere il potere prima sugli Stati Uniti e in seguito su tutto il pianeta. Prima che O'Malley possa di nuovo andare in onda con il suo show, e quindi rivelare queste cose, il suo sito web viene misteriosamente chiuso, il veicolo spaziale visto da Mulder viene distrutto, gli scienziati coinvolti vengono uccisi da uomini vestiti con uniformi militari, e la macchina di Sveta viene distrutta da un UFO, con lei apparentemente all'interno. Mulder e Scully si incontrano in un buio parcheggio sotterraneo, dove Scully rivela che lei, come anche Sveta, possiede DNA alieno. Mulder afferma che Sveta è la chiave per esporre pubblicamente i test eseguiti dai responsabili della cospirazione. Infine i due ricevono una convocazione da Skinner. L'episodio termina mostrando L'Uomo che fuma vivo nel presente, che afferma che gli X-Files sono stati riaperti.
- Altri interpreti: Joel McHale (Tad O'Malley), Annet Mahendru (Sveta), William B. Davis (Uomo che fuma), Hiro Kanagawa (Garner).
- Ascolti USA: telespettatori 16 190 000 – share 18-49 anni 19%[6]

## Evoluzione della specie
- Titolo originale: Founder's Mutation
- Diretto da: James Wong
- Scritto da: James Wong

### Trama
Al quartier generale Nugenics Technology, il ricercatore Dottor Sanjai arriva al lavoro sentendo un misterioso rumore ad alta frequenza nella sua testa. Durante un meeting il suono diventa molto fastidioso, così decide di fuggire e di chiudersi a chiave nella sala server dell'azienda. Una guardia di sicurezza, fuori dalla sala server, incita Sanjai ad uscire, ma questo ulteriore suono diventa difficile da sopportare per il ricercatore; disperato, Sanjai decide di uccidersi prendendo un tagliacarte e infilandolo nell'orecchio fino ad arrivare al cervello. Gli agenti Fox Mulder e Dana Scully iniziano a investigare sulla morte di Sanjai. Dato che la Neugenics non fornisce informazioni, Mulder ruba il cellulare di Sanjai e contatta l'ultima persona chiamata dalla vittima. In un bar di Washington Mulder incontra un uomo chiamato Gupta, rivelatosi poi l'amante gay di Sanjai. Gupta dice a Mulder che Sanjai era stato lontano, e che era preoccupato dato che i suoi "ragazzi" stavano morendo. Intanto, durante l'autopsia, trova le parole "mutazione del fondatore" scritte sul palmo della mano di Sanjai, un riferimento al Dottor Augustus Goldman, un individuo recluso conosciuto come "il fondatore". Durante una ricerca nell'appartamento di Sanjai, gli agenti trovano delle fotografie di bambini affetti da deformità. Mentre la polizia arriva, Mulder viene sopraffatto da un rumore nella sua testa. Mulder e Scully ricevono un falso richiamo da Walter Skinner, il vice-direttore dell'FBI, per placare il Dipartimento della difesa, che ha dei legami con Goldman e la Nugenics. Osservando una registrazione degli uccelli volati nei dintorni dell'edificio della Nugenics poco prima della morte di Sanjai, Mulder teorizza che il rumore assordante non è altro che una normale frequenza non udita dagli esseri umani. Gli agenti si recano nell'ospedale di Scully per incontrare Goldman, uno dei finanziatori della struttura. Qui incontrano una ragazza incinta chiamata Agnes, che dice di volersene andare da lì, e che il bambino che porta in grembo non è normale. Una volta fuori, Mulder e Scully discutono della possibilità che Goldman stia conducendo degli esperimenti sulle donne incinte per conto del Consorzio. Inoltre ricordano loro figlio William, la cui scomparsa è stata occultata. Più tardi Scully avrà dei flash in cui ricorderà gli anni vissuti insieme al figlio. Mulder e Scully incontrano finalmente Goldman, che pretende di condurre ricerche su bambini affetti da debilitanti malattie genetiche. Durante un tour della struttura i due agenti vedono una paziente di Goldman che riesce a muovere gli oggetti con il pensiero. In seguito scoprono che Agnes è scappata, e che è stata investita e uccisa, ma misteriosamente il suo feto è scomparso. I due agenti si recano da Jackie, la moglie di Goldman, rinchiusa in un manicomio, per porle alcune domande. Jackie racconta di un episodio in cui sua flglia si gettò nella piscina e che riusciva in qualche modo a respirare sott'acqua. Resasi conto che il marito aveva condotto esperimenti su di lei incinta, Jackie scappa ma è vittima di un incidente automobilistico. In preda ad un attacco di forte rumore nella sua testa - che capisce essere un metodo di comunicazione telepatico di suo figlio mentre è ancora nel suo grembo - Jackie si provoca un profondo taglio sulla pancia; il bambino esce da solo attraverso quel taglio e scappa, ma viene dichiarato morto dalle autorità. Mentre i due agenti escono dal manicomio, Mulder chiede ad un addetto alle pulizie per quale società esterna lavorasse. Attraverso i nastri della sorveglianza, Mulder e Scully scoprono che un giovane dipendente di quella società di pulizie era presente nell'edificio della Nugenics durante la morte di Sanjai. Gli agenti guidano fino ad una lontana casa di campagna dove risiede Kyle Gilligan, il bambino scappato quella notte, e parlano con la madre adottiva. Nella testa di Mulder si ripresenta lo stesso forte rumore di qualche sera precedente. Vedendo uno stormo di uccelli posarsi a terra - come il giorno della morte di Sanjai - Scully capisce che il responsabile è Kyle, così lo trova e lo costringe a fermarsi. Preso in custodia il ragazzo, questo rivela di aver ucciso Sanjai per sbaglio, e chiede di poter incontrare sua sorella. Kyle viene portato al laboratorio di Goldman, dove gli viene presentata una ragazza che Goldman dice essere la sorella. Kyle capisce che non è la persona da lui cercata, e scappa dalla stanza, e corre nel corridoio fino a trovare Molly, la sua vera sorella. Dopo aver parlato telepaticamente, il forte rumore respinge i due agenti e uccide Goldman prima che possa scappare.
- Altri interpreti: Doug Savant (Augustus Goldman), Jonathan Whitesell (portiere), Rebecca Wisocky (Jackie Goldman), Chris Logan (Dott. Sanjay), Omari Newton (Rogers), Nikolai Witschl (Dott. Hill), Alison Wandzura (Cynthia), Aaron Douglas (Lindquist), Vik Sahay (Gupta), Ryan Robbins (Murphy), Christine Willes (sorella Mary), Kacey Rohl (Agnes), Craig March (Detective Gordon), Megan Peta Hill (Molly Goldman).
- Ascolti USA: telespettatori 9 670 000 – share 18-49 anni 10%[7]

## La lucertola mannara
- Titolo originale: Mulder and Scully Meet the Were-Monster
- Diretto da: Darin Morgan
- Scritto da: Darin Morgan

### Trama
Un cadavere viene trovato con la gola tagliata in un bosco appena fuori dalla città di Shawan, in Oregon. Mulder e Scully accorrono sul luogo per investigare, e capire se si tratta dell'attacco di un animale feroce, di un serial killer o di qualche strana creatura come riferito dai testimoni oculari. Mulder continua a mettere in discussione la sua fede nell'inspiegabile, mentre tenta di raccogliere le prove dell'esistenza di una nuova creatura attraverso le sue ricerche e quelle di Scully. Durante l'ispezione di un'area di servizio per camionisti, Mulder, Scully e Pasha, un ufficiale del controllo animali, incontrano di sfuggita la strana creatura. Col tempo le prove iniziano a fondersi, e Mulder comincia a sospettare che un individuo chiamato Guy Mann sia un mostro capace di trasformarsi in una lucertola mannara. Dopo aver parlato con Mann, Mulder ha la conferma dei suoi sospetti, ma solo a metà: Mann non è un uomo che si trasforma in lucertola mannara, ma una lucertola mannara che si trasforma in uomo. Mann spiega che ha iniziato a trasformarsi dopo essere stato morso da un umano qualche giorno prima, e comincia a lamentarsi della disperazione esistenziale tipica della vita umana, della sensibilità e della società moderna. Alla fine si scopre che il vero killer è Pasha, e che Mann era semplicemente nel posto sbagliato al momento sbagliato. Una volta capito questo, Mulder corre ad informare Mann. Questi informa Mulder che si sta preparando per un lungo sonno di ibernazione lungo 10.000 anni, ma che è stato contento di conoscere l'agente. Dopo, davanti agli occhi di Mulder, Mann ritorna alla sua forma originale di lucertola mannara, e si dilegua nella notte. Mulder diventa così il testimone di un evento paranormale, riprendendo in questo modo la fiducia nella sua fede nell'inspiegabile.
- Altri interpreti: Rhys Darby (Guy Mann), Kumail Nanjiani (Pasha), Richard Newman (dott. Rumanovitch), Tyler Labine (drogato 1), Nicole Parker-Smith (drogato 2), Alex Diakun (manager), D.J. "Shangela" Pierce (Annabell).
- Ascolti USA: telespettatori 8 370 000 – share 18-49 anni 8%[8]

## Di nuovo a casa
- Titolo originale: Home Again
- Diretto da: Glen Morgan
- Scritto da: Glen Morgan

### Trama
Mulder e Scully vengono mandati ad investigare sull'omicidio dell'ufficiale di una città - responsabile dello sfratto dei senzatetto da una zona su cui sarebbe dovuto sorgere un nuovo edificio - che sembra essere stato ammazzato da un qualcosa di non umano. Nel frattempo Scully riceve la triste notizia del ricovero di sua madre a causa di un attacco cardiaco. Questa notizia le porta alla mente vecchi ricordi di suo figlio William, che in passato, decise di dare in adozione. Così Scully si reca dalla madre in ospedale dove, dopo qualche giorno, questa viene a mancare. In seguito i due agenti tornano sulle tracce del misterioso assassino, e scoprono che la creatura viene chiamata "l'uomo con il cerotto sul naso", e che ha ucciso ancora. Questi ha una forza inarrestabile - infatti riesce a strappare letteralmente le persone - e la natura della sua rabbia è complicata. La creatura è stata creata involontariamente da un artista di strada che dipingeva sui muri una sorta di protettore dei senzatetto.
- Altri interpreti: Tim Armstrong (netturbino), Sheila Larken (Margaret Scully), Daryl Shuttleworth (Daryl Landry), Peggy Jo Jacobs (Nancy Huff), Alessandro Juliani (Joseph Cutler), Chris Shields (detective Dross), Gary Sekhon (tecnico forense), Sachin Sahel (Jack Budd), Veena Sood (dott.ssa Louise Colquitt), Jannen Karr (infermiera Taillie), Seth Whittaker (Fitzpatrick), Daniel Jacobsen.
- Ascolti USA: telespettatori 8 310 000 – share 18-49 anni 8%[9]

## Babilonia
- Titolo originale: Babylon
- Diretto da: Chris Carter
- Scritto da: Chris Carter

### Trama
L'episodio si apre in Texas, con un ragazzo musulmano intento a pregare. In seguito, in compagnia di un amico, il ragazzo si reca in una galleria d'arte chiamata Ziggurat e qui i due si fanno esplodere. La narrazione si sposta sugli agenti Mulder e Scully. Mulder parla a Scully di uno strano fenomeno acustico, un rumore di fondo proveniente dal cielo percepito in diverse zone del pianeta su cui pensa si dovrebbe indagare, ma Scully afferma che è frutto della suggestione delle persone. Nell'ufficio di Mulder si presenta una coppia di investigatori, l'agente Miller e l'agente Einstein. I due parlano dell'attacco avvenuto in Texas, e del fatto che uno dei due terroristi coinvolti sia ancora vivo in uno stato di incoscienza, e chiedono una mano ai due agenti più esperti che, apparentemente, non offrono il loro aiuto a questi nuovi arrivati. Così Miller e Einstein si recano all'aeroporto, diretti in Texas per indagare sul caso dell'attacco terroristico. Miller riceve una telefonata da Scully, che gli parla di un metodo per comunicare con il terrorista non cosciente tramite l'analisi delle onde cerebrali. Miller è entusiasta della notizia, così i due si incontrano in Texas per eseguire l'esperimento proposto da Scully. Einstein riceve invece una telefonata da Mulder, che le chiede di recarsi nel suo ufficio. Einstein, anche se scettica, accetta la proposta. Mulder le parla di un metodo per comunicare con il criminale, tramite l'assunzione di funghi allucinogeni, in modo da poter far fuoriuscire la coscienza dal corpo e farla incontrare con quella del terrorista. In seguito anche loro volano in Texas per provare questo metodo. Mulder assume i funghi allucinogeni e comincia ad avere strane visioni. In una di queste, in una discoteca, si intravedono anche i tre Pistoleri Solitari, mentre in un'altra l'agente vede il terrorista e riesce a percepire qualche parola in arabo fuoriuscire dalla sua bocca. Mulder si risveglia in ospedale dopo aver avuto le visioni. L'agente Einstein gli comunica che non avrebbe dovuto avere quegli effetti, dato che le pillole che aveva ingerito non erano altro che un placebo. Mulder è convinto però di aver sentito pronunciare la parola "Babilonia" dal terrorista durante la sua allucinazione, così gli agenti scoprono che lì vicino si trova un motel chiamato appunto Babilonia. Insieme alle forze armate dell'FBI irrompono in una stanza del motel, dove diversi estremisti islamici si stavano preparando per un secondo attacco terroristico. Vengono tutti catturati e l'attacco viene sventato. L'episodio termina fuori dalla casa in campagna di Mulder, dove lui e Scully parlano dell'allucinazione avuta dall'agente nei giorni precedenti. Scully afferma che si era trattato di una suggestione e Mulder, sentendo degli strani rumori provenire dal cielo, non riesce a spiegarsi come sia potuto accadere.
- Altri interpreti: Robbie Amell (agente Miller), Lauren Ambrose (agente Einstein), William B. Davis (Uomo che fuma), Bruce Harwood (John Fitzgerald Byers), Tom Braidwood (Melvin Frohike), Dean Haglund (Richard "Ringo" Langly).
- Ascolti USA: telespettatori 7 070 000 – share 18-49 anni 7%[10]

## Ossessione
- Titolo originale: My Struggle II
- Diretto da: Chris Carter
- Scritto da: Chris Carter, Margaret Fearon e Anne Simon (storia); Chris Carter (sceneggiatura)

### Trama
Sei settimane dopo gli eventi dell'episodio "La verità è ancora là fuori", Scully arriva al quartier generale dell'FBI e scopre che Mulder è sparito dopo aver visto un estratto del nuovo broadcast online di Tad O'Malley (di nuovo on-line dopo la sua chiusura nelle settimane precedenti). Scully informa il vice direttore Skinner e l'agente Einstein dell'assenza di Mulder, mentre lui è intento a lasciare Washington visibilmente provato e pieno di lividi. Tornata a Washington, Scully riceve una telefonata da O'Malley, che si trova nella casa di Mulder per un incontro pre-fissato, ma trova la casa in disordine con evidenti segni di colluttazione. O'Malley sospetta che il DNA alieno sia stato iniettato in ogni cittadino americano per facilitare la diffusione del contagio del virus Spartan. Progettato per azzerare il sistema immunitario umano, il contagio inizia a manifestarsi in tutta la nazione, e Scully e Einstein si accorgono che i casi di ricovero negli ospedali si sono incrementati a dismisura nel giro di qualche giorno. Miller trova un'app sul computer di Mulder in grado di rintracciare il cellulare dell'agente, e scopre che questi si trova a Spartanburg, nella Carolina del sud; così Miller lascia Washington per andare dall'agente Mulder. Mentre Scully e Einstein cercano di capire il motivo di tutti quei ricoveri, Scully riceve una telefonata dall'ex collega Monica Reyes, che le chiede un incontro per discutere su come sviluppare un vaccino per il virus. Durante l'incontro Reyes rivela che, appena dopo la chiusura degli X-Files, venne contattata dall'Uomo che fuma (C.G.B. Spender) gravemente ferito ma ancora in vita dopo lo scontro nel Nuovo Messico. Questi fece a Reyes una proposta: rimanere in vita durante il contagio (insieme a Scully), ma in cambio assisterlo durante il processo di colonizzazione aliena. Reyes lasciò così l'FBI, e rivela a Scully di aver assistito Spender durante gli ultimi 12 anni, ma con l'intento di arrestare l'invasione aliena dall'interno del Consorzio. Scully e Einstein cercano di sviluppare il vaccino usando il DNA di Scully (immune dal contagio grazie alla presenza di DNA alieno nel suo sangue). Le due scoprono infatti che il virus attacca tutti gli umani che non possiedono questo DNA alieno. Nel frattempo Mulder raggiunge Spender, che offre all'agente la possibilità di sopravvivere. Mulder rifiuta, e viene trovato da Miller che lo riporta a Washington, con la speranza di trovare la cura. O'Malley, intanto, comunica alla nazione che un suo amico dottore lo ha informato dell'esistenza di un vaccino. Scully somministra il vaccino a Einstein - che intanto comincia ad avvertire i primi sintomi del virus - ed esce dall'ospedale per cercare Mulder e Miller. Dopo aver trovato i due agenti, scopre che Mulder sta troppo male, e che per sopravvivere non basterebbe il vaccino ma dovrebbe sottoporsi ad un trapianto di cellule staminali; aggiunge poi che l'unico donatore sicuro sarebbe loro figlio William. Mentre i due discutono la situazione di Mulder si aggrava. Ad un tratto un fascio di luce comincia a splendere dall'alto su Miller, Scully e Mulder, si tratta di un UFO dalla forma triangolare che libra sopra di loro. L'episodio termina con Scully che guarda la luce della nave spaziale che brilla su di lei e sui suoi colleghi.
- Altri interpreti: Joel McHale (Tad O'Malley), Robbie Amell (agente Miller), Lauren Ambrose (agente Einstein), Julian D. Christopher (dott. Oscar Griffiths), Annabeth Gish (Monica Reyes), William B. Davis (Uomo che fuma).
- Ascolti USA: telespettatori 7 600 000 – share 18-49 anni 7%[11]